# ATSC
L'ATSC, sigla di Advanced Television Systems Committee (traduzione letterale: Comitato per i Sistemi Televisivi Avanzati), è un'organizzazione internazionale senza fini di lucro volta allo sviluppo di standard volontari per la televisione digitale. 
Le organizzazioni membri della ATSC rappresentano le industrie di semiconduttori, satelliti, TV via cavo, computer, elettronica di consumo e sistemi di trasmissione video. Si occupa di coordinare gli standard televisivi tra i differenti mezzi di trasmissione, con particolare attenzione alla televisione digitale, i sistemi interattivi, e le comunicazioni multimediali a larga banda.
Gli standard sono definiti dal consorzio Grand Alliance nato nel 1993 su impulso della Commissione federale per le comunicazioni degli Stati Uniti.

## Formati supportati
| Linee verticali | Pixel orizzontali | Rapporto d'aspetto | Frequenza di quadro |
| --------------- | ----------------- | ------------------ | ------------------- |
| 1080            | 1920              | 16:9               | 60I, 30P e 24P      |
| 720             | 1280              | 16:9               | 60P, 30P e 24P      |
| 480             | 704               | 16:9 e 4:3         | 60I, 60P, 30P e 24P |
| 480             | 640               | 4:3                | 60I, 60P, 30P e 24P |

Legenda: "I" sta per interlacciato, "P" per Progressive scan.